# Панчо Клаус

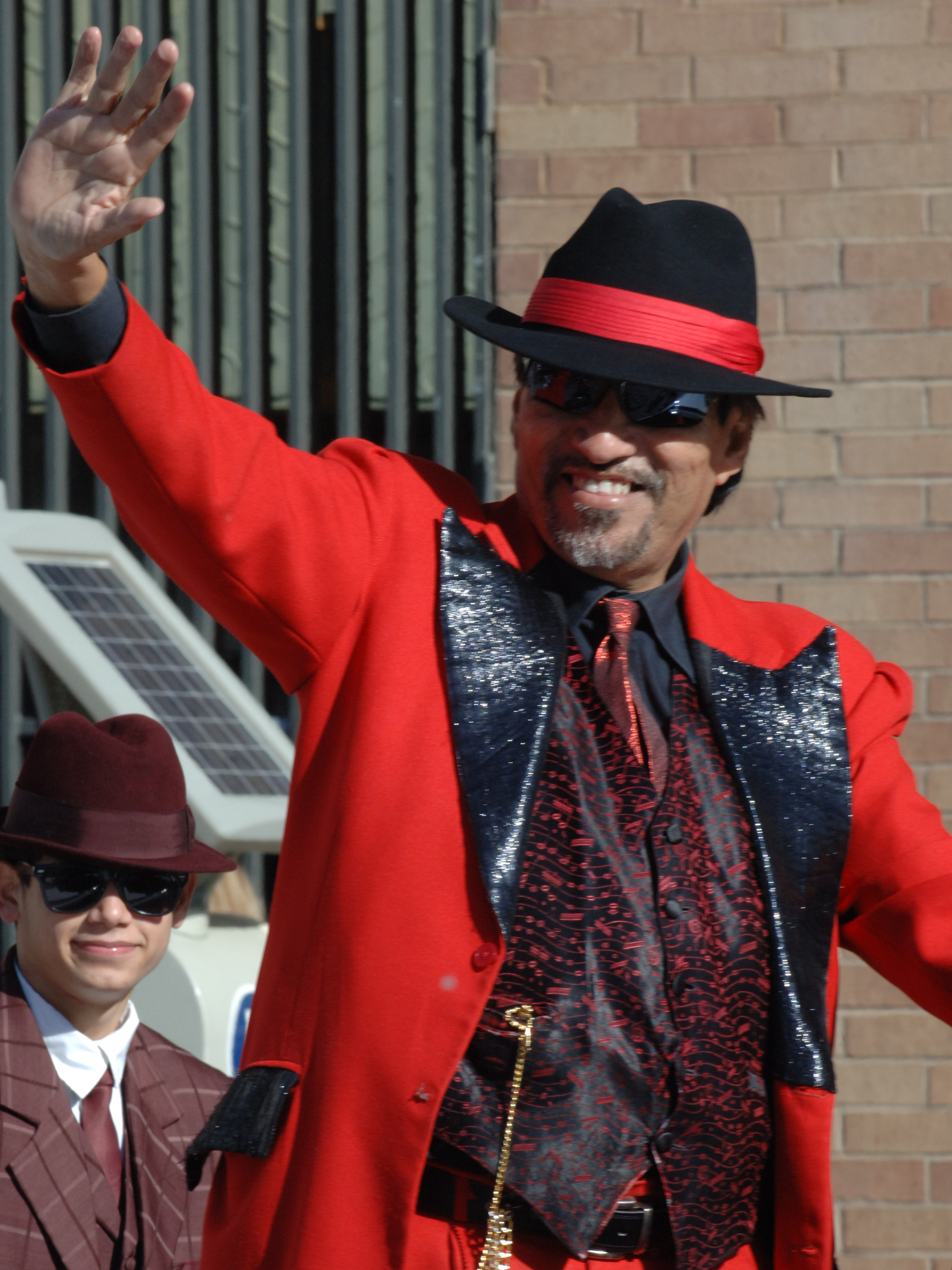
Річард Рейес, Панчо Клаус Г'юстона, на його різдвяному параді 2009 року

Панчо Клаус — це мексиканська версія Санта-Клауса, популярна в деяких частинах Сполучених Штатів, зокрема в Техасі. Панчо Клауса іноді називають « техасько-мексиканською» версією Санти. Традиція Панчо Клауса, що виникла на основі латиноамериканського руху за громадянські права 1970-х років, включає сильний елемент благодійності, дарування подарунків і проведення заходів на користь знедолених дітей.

## Історія і традиція
Академік Лоренцо Кано, мексикансько-американський дослідник з Г'юстонського університету, вважає, що Панчо Клаус спочатку був задуманий «на північ від кордону» (тобто в Сполучених Штатах) і виник із бажання мексиканських американців у 1970-х роках «побудувати собі місце і простір». Це збіглося зі зростаючим інтересом до інших заходів, присвячених іспаномовній культурі, таких як Сінко де Майо та День незалежності Мексики.
За традицією, Панчо Клаус походить з Південного полюса, а не з Північного, і іноді його описують як південного «кузена» Санти. Панчо Клаус відрізняється від Санта-Клауса головним чином одягом, він носить наряди, які зазвичай асоціюються з латиноамериканською культурою, такі як сомбреро та пончо або серапе, і часто віддає перевагу чорній бороді або бороді кольору солі та перцю, а не білій бороді Санти. Замість північного оленя, який тягне його упряжку, Панчо іноді зображується з візком і осликами. У Західному Техасі Панчо Клауса іноді називають Панчо Клосом, щоб ще більше відрізнити його від його колеги на Північному полюсі.

### Практика і відомих акторів ролі Панчо
Фігура Панчо Клауса міцно асоціюється з уявленнями про благодійність для знедолених дітей. У Лаббоку, штат Техас, де традиція зберігається з 1971 року, Панчо відвідує школи, церкви та супермаркети, головною подією є велика вечірка, яка щорічно проводиться в парку Роджера в неділю перед Різдвом, де дітям безкоштовно роздають їжу та подарунки. Резидентом Лаббока Панчо є 71-річний Джуліан Перес, який грав цю роль у місцевому жителі понад 30 років. У Сан-Антоніо цю роль виконує Руді Мартінес, який відвідує школи та церкви та роздає подарунки та «індичок з усіма прикрасами» 50 знедоленим родинам.
Одним із найвідоміших Панчо є Річард Рейес, який підтримує традицію в Г'юстоні, штат Техас, з 1981 року. Рейес, який носить нетипове вбрання для ролі, що складається з червоного зуот костюма та федори, щороку збирав 40 000 доларів США від корпоративних спонсорів на підтримку своєї діяльності. Рейєс та його «армія» волонтерів влаштовують вечірку напередодні Різдва для деяких із найбільш знедолених дітей міста, даруючи кожному з них безкоштовну їжу та сім подарунків. Різдвяного ранку Рейес і його команда беруть участь у процесії транспортних засобів із зображенням лоурайдерів, з одного з яких Рейес роздає подарунки дітям. Кожного Різдва Рейес і його команда роздають приблизно 10 000 подарунків. Протягом решти року він проводить програми допомоги підліткам у місцях позбавлення волі, допомагаючи їм повернутися до школи, знайти роботу чи навіть дім. У 2018 році Рейєс був госпіталізований через стан здоров'я, але повідомив, що добре одужав і, скоротивши свій графік, сподівався взяти участь у звичайних урочистостях.